# Sinonoan
Sinonoan is een bestuurslaag in het regentschap Mandailing Natal van de provincie Noord-Sumatra, Indonesië. Sinonoan telt 1018 inwoners (volkstelling 2010).